# おとなの掟
「おとなの掟」（おとなのおきて 英題：The Adult Code）は、Doughnuts Hole（ドーナツ・ホール）の楽曲。2017年2月7日にアリオラジャパンよりデジタル・ダウンロードシングルとして発売された。作詞作曲は椎名林檎。

## 概要
この楽曲はTBS系テレビドラマ『カルテット』の主題歌として制作され、主要出演者である松たか子、満島ひかり、高橋一生、松田龍平の4人による番組限定ユニットDoughnuts Holeが歌唱を担当している。作詞と作曲を椎名林檎が手掛けているほか、編曲は椎名と斎藤ネコが共同で担当、演奏メンバーにはヒイズミマサユ機（ピアノ）、斎藤ネコカルテット、田村優弥（チューバ）らが名を連ねている。
本作はBillboard Japan Hot 100総合シングルチャートで初登場第4位を記録。デジタル・ダウンロード・ランキングでもiTunes週間ソングランキング（2017年2月6日 - 2月12日）で第1位を獲得した他、レコチョク、mora、music.jp、Google Play Music、dwango、mu-mo、オリコン、LINE MUSIC、Amazon J-POP、Apple Music J-POP等、各主要配信サイトで軒並み1位を獲得、配信開始1週間でダウンロード数が10万を超えるヒットとなった。その後も数週間トップ10にランクインし続け、3月21日のドラマ最終話放映後には配信1位に返り咲いて週間1位も獲得、2017年度に最も売れた配信シングルとなった。

## 背景とリリース

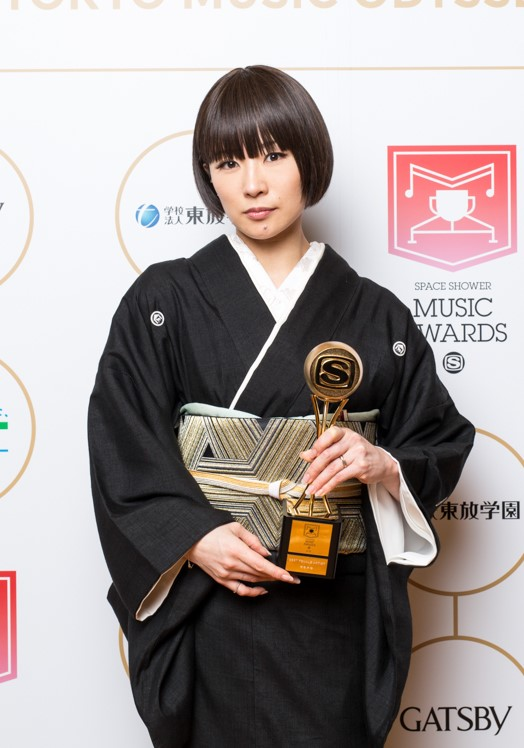
曲の作詞・作曲を手がけた椎名林檎（写真）

TBS系テレビドラマ『カルテット』の制作にあたり、ドラマのプロデューサーを務める佐野亜裕美は音楽家の椎名林檎に主題歌の制作を依頼した。佐野は当初からドラマ出演者である松たか子、満島ひかり、高橋一生、松田龍平の役者4人で主題歌を歌う構想を持っていたため、椎名にも役者4人で歌う曲として楽曲制作のオファーをした。さらに佐野はオファーにあたり、椎名にドラマの台本を渡した上で「ドラマの世界の続きではあるけれど、ある種、それまで履いていた靴を脱ぎ捨て、別の世界にいっても構いません。素敵な曲であれば、ジャンルは問いません」と述べ、自由に制作してほしい旨を伝えた。一方で、佐野は2017年現在の日本のドラマ界全体の風潮として、白黒はっきりとしたわかりやすさ、また、こう見せたいと制作者側が決めるドラマばかりではつまらないとも感じており、『カルテット』ではドラマの多様性を伝えたいと考えていた。佐野は椎名へはそういった自身の気持ちは直接は伝えていなかったものの、完成された楽曲の歌詞には"ああ／白黒つけるのは恐ろしい／切実に生きればこそ／そう人生は長い／世界は広い／自由を手にした僕らはグレー"との一節が含まれており、多様性が肯定された詩になっていた。また、椎名にとっても、かねてよりことあるごとに楽曲提供したい相手として名前を挙げてきた中の一人である松への、初めての提供曲となった。
この楽曲は、4人組グループDoughnuts Holeによって歌われている。彼らはTBS系列のテレビドラマ『カルテット』のためにドラマの出演者である松たか子、満島ひかり、高橋一生、松田龍平の4人によって期間限定で結成されたグループであり、ドラマ本編で4人が組む弦楽四重奏カルテットのグループ名と同名である。4人はこれまで何らかの形で音楽に携わった経験があり、松は女優業以外に2014年の「レット・イット・ゴー」、加えてシングル21枚、アルバム9枚をリリースしている歌手であり、満島は過去Folder、Folder5として音楽活動を行っていた。更に高橋は過去『スタジオパークからこんにちは』出演時にTHE BOOMの「からたち野道」を披露した経験があり、松田もRIP SLYMEのメンバーPESのソロアルバムにボーカルとして参加している。楽曲は2017年2月7日にアリオラジャパンよりデジタル・ダウンロードでシングル・リリースされた。
ドラマ終了後に銀座の複合施設「GINZA SIX」のCM音楽制作の依頼を受けた椎名は、CMのキャスティングにカルテットの主演4人を推薦した。キャスティングはならなかったものの、テーマソングとなった「目抜き通り」の歌詞は“カルテット〜その後〜”という体で書いている。

## 制作と録音、楽曲構成
音楽プロデューサーの佐橋佳幸からのリクエストを、「アップル・レコード時代のポール・マッカートニー的な楽曲が求められている」と解釈した椎名は、それに沿って曲を書いた。作曲の際には、主演の4人の声をしっかり認識してもらうために楽器の音は最小限まで減らすなど、まず構造的なアプローチから入った。歌詞については、第一話の台本はもらったもののそれは読まず、公式サイトにあった「大人の恋はやっかいだ」という言葉と配役を目にした印象のみで仕上げた。レコーディングにはソングライターの椎名に加え、ピアノ演奏でヒイズミマサユ機、斎藤ネコカルテットより第1ヴァイオリンで斎藤ネコ、第2ヴァイオリンでグレート栄田、ヴィオラで山田雄司、 チェロで藤森亮一、チューバで田村優弥、Midiで井上雨迩が参加している。また「おとなの掟」の楽曲構成について、スポーツ報知は「松、満島が切ないメロディーを歌いはじめ、しだいに高橋、松田の声が重なっていくような構成」とコメントしている。
当初椎名はグループの4人が歌唱に加えて演奏も行うものとの早とちりして4人分の弦楽パートも用意したと冗談めかしてコメントしていたが、実際はミュージックビデオで4人がリップシンクしながら弦楽器もそれぞれ当て振りすることを想定して書いたものだった。

## 評価
リアルサウンドの若田悠希は、「おとなの掟」における椎名の仕事について「知識や経験をいくら積んだとしても〈正解不正解〉を正しく選べるようにはなれない--そんな大人の姿がユーモラスかつシリアスに描かれる『カルテット』の主題を、見事に掬いとって「おとなの掟」を書き上げた」とドラマ自体のテーマを掬い取っている点を評し、更に「様々な設定や背景が複雑に絡み合う『カルテット』を、さらに深く掘り下げて楽しむためのヒントを与えてくれる主題歌である」とコメントしている。
「おとなの掟」は、2017年2月20日付のBillboard Japan Hot 100総合シングルチャートに第4位でチャート・デビューした。また配信開始1週間で10万ユニット以上のデジタル・セールスをあげており、Japan Hot 100を構成する各部門ではダウンロード1位、ラジオ35位、Twitter76位、ストリーミング11位となっている。ビルボードジャパンはチャート成績について「まだまだ余力を残しており、しばらくチャートを賑わせそうだ」と評している。
第92回ザテレビジョンドラマアカデミー賞では、『カルテット』の主題歌としてドラマソング賞を受賞した。
第32回日本ゴールドディスク大賞配信楽曲部門の"ベスト5ソング・バイ・ダウンロード"を受賞。

## 収録作品
2017年12月6日にDoughnuts Holeのメンバーである松たか子がリリースしたオリジナル・アルバム『明日はどこから』に収録され、初CD化。また、ボーナストラックとして松によるソロ歌唱バージョンとオリジナルカラオケも収められており、同日に発売された椎名林檎のセルフカバー・アルバム『逆輸入 〜航空局〜』には椎名のセルフカバー・バージョン（歌詞は英語）が収録され、12月22日には椎名と松崎ナオのデュエット・バージョンが配信限定でリリースされた。

## ミュージック・ビデオ
「おとなの掟」に付随する楽曲のミュージック・ビデオは2017年1月18日にYouTube上でショート・バージョンが公開され、楽曲を歌唱している松、満島、高橋、松田の4人が出演している。ビデオは、松と満島の2人がジャズバーで歌うシンガーのような衣装を纏い、更に高橋と松田は"シンガー"の2人を撮影するカメラマンと監督役を演じ、「ミュージック・ビデオの中でミュージック・ビデオを撮影している」という内容となっている。ねとらぼエンタは、このビデオの内容について「ユニークな構造」と指摘し、更に「曲調に合わせたムーディーな仕上がりの動画」とコメントしている。

## 楽曲クレジット
| #  | タイトル       | 作詞・作曲 | 編曲              | 時間 |
| -- | -------------- | ---------- | ----------------- | ---- |
| 1. | 「おとなの掟」 | 椎名林檎   | 椎名林檎 斎藤ネコ | 3:26 |

参加ミュージシャン
- Vocal：松たか子、満島ひかり、松田龍平、高橋一生
- Piano：ヒイズミマサユ機
- Strings：斎藤ネコカルテット（1st.Violin：斎藤ネコ、2nd.Violin：グレート栄田、Viola：山田雄司、 Cello：藤森亮一）
- Tuba：田村優弥
- Midi：椎名林檎、井上雨迩

出典：

## チャート
| チャート（2017年）             | 最高 順位 |
| ------------------------------ | --------- |
| Billboard Japan Hot 100 (日本) | 4         |
| iTunes他(日本)                 | 1         |

## リリース日
| 国   | リリース日   | 規格                   |
| ---- | ------------ | ---------------------- |
| 日本 | 2017年2月7日 | デジタル・ダウンロード |

## カバー・バージョン

### 椎名林檎によるセルフカバー
楽曲を作詞・作曲した椎名林檎が、自身のセルフカバー・アルバム『逆輸入 〜航空局〜』の収録曲と配信限定シングルとしてカバーしている。『逆輸入 〜航空局〜』にはキーを変えて英歌詞で椎名がソロで歌唱したものが収録され、配信シングル版は90年代グランジ・サウンド風にアレンジされて1998年デビュー同期の松崎ナオとのデュエット曲として「椎名林檎と松崎ナオ」名義でリリースされた。

#### デジタル・ダウンロードシングル
| #  | タイトル       | 作詞・作曲 | 編曲       | 時間 |
| -- | -------------- | ---------- | ---------- | ---- |
| 1. | 「おとなの掟」 | 椎名林檎   | 名越由貴夫 | 3:24 |

参加ミュージシャン
- drums：河村“カースケ”智康
- bass：渡辺等
- electric & acoustic guitar：名越由貴夫